# スターシップ・オペレーターズ
『スターシップ・オペレーターズ』（Starship Operators）は、水野良による日本のライトノベル。イラストは内藤隆、メカニックデザインは山根公利が担当。電撃文庫（メディアワークス）より2001年から2005年まで刊行された。6巻終了時点ではストーリーは未完であるが、2012年に作者の水野の公式ブログにおいて現状で新刊を出しても売上げが見込めず、執筆するだけの時間的余裕がないとの作者側判断から「電撃文庫より続刊は出さない」という発表が行われた。未完部分の「あらすじ」「構想」「設定」等はいずれ水野の個人サイトで公開したいとしている。
メディアミックスとして、『月刊コミック電撃大王』（メディアワークス）よりに内藤隆によるコミカライズが連載された。また2005年1月から3月までテレビ東京系列でテレビアニメが放送された。

## ストーリー
舞台は西暦2300年。人類が宇宙に進出し、数々の惑星国家が成立していた。惑星国家の一つである「キビ」所属の新造宇宙戦艦「アマテラス」は、航海実習で試験航海を行っていた。しかし、航海終了のとき、強大な軍事力を誇る「ヘンリエッタ星域惑星国家同盟」（王政ではないが軍事専制国家のため、敵対国からは「王国」と呼ばれる）が突如、キビに対して宣戦布告。その奇襲により護衛艦「マイヅル」を撃破され、事なかれ主義者が政権を握っていたキビは王国に対して即座に降伏する。アマテラスも王国に明け渡されることになるが、それに反発した訓練生たちは「銀河ネットワークをスポンサーとして、艦の運営費用を調達し、その代償に同盟との戦いを中継させる」ことを発案。惑星国家キビに独立と平和をとり戻すため、訓練生たちの戦いは続く。

## 世界観
この世界の宇宙戦艦は、非常に高価で維持費のかかるものであり、経済規模の小さい惑星国家では1隻建造するだけで国家予算を傾けかねないほどである。そのため、敵艦に沈められた場合は取り返しの付かない損失となる。
物語の舞台となるヘンリエッタ星域は地球から遠く離れた辺境であり、ほとんどの国は抑止力として惑星防衛用の宇宙戦艦1隻を保有するだけで実戦は全くといっていいほど起こっていなかったが、ヘンリエッタ星域惑星国家同盟（王国）は自前で3隻の宇宙戦艦を建造、周辺諸国の連合艦隊5隻を撃破することでそのバランスを崩すことに成功。防衛用戦艦を失った複数の惑星国家を一挙に勢力下に置く。その後、足並みの揃わない周辺国家を各個撃破し、自分の勢力に加えることで物語開始時には20隻もの宇宙戦艦を所有する大勢力へと成長した。地球の国連軍が所有する宇宙戦艦は50隻ほどなので、地球からも無視できない勢力となったが、惑星国家と違い地球は今も複数の国家が存在して統一されておらず、王国からの政治的働きかけもあり意思統一は難しい状態である。
敵役となる王国は特段「悪い国」というわけではなく、勢力に入った惑星国家に軍備放棄させ同盟への軍事費支払いの義務を課すものの、その負担金は独立国時代の軍事費よりも安価であり、各国の自治権も認めている。そのため、一般市民の中には王国の勢力に入ったことを歓迎する声もある。
地球の人々は自分たちから見えない辺境で進行するヘンリエッタ星域の戦争を他人事のように感じており、それが王国が邪魔をされずに勢力拡大を出来た理由の一つであるが、銀河ネットワークが（脚色を交えつつ）アマテラスの戦いを放送するようになり、これによって今まで戦争に無関心だった一般市民層がアマテラスのファンになり王国批判に回るという現象が起きた。しかし同時に、肝心の地球諸国は、ありふれた覇権国家でしかない王国よりも、むしろアマテラスの方を未知なる脅威と見なして敵視・無視するという皮肉な現象が生じている。

## 登場人物
キビは日本が開発した惑星なので、アマテラスの乗組員は日系人である。

### アマテラスクルー・第一艦橋
香月 シノン（こうづき シノン）
声 - 伊藤静
主人公の艦長補。父親譲りの天才肌で、TVのクイズ・ゲーム（シミュレーション）等で多額の賞金を稼いで、家に仕送りしている。任官しないで多国籍企業に就職（更には寿退社）を希望しており、宇宙戦闘に必要な学科は取らなかった為、結果的に成績は振るわない。当初は王国との戦いに反対していたが仲間を見捨てることができずアマテラスに残る。王国との戦いに勝つために様々な作戦を考案してアマテラスを勝利に導いたことから、「提督」（艦長より格上）の渾名がある。当初は異性への興味がなかったが、機関長の榊原コウキからの告白で付き合うことになる。
氷坂 アレイ（ひさか アレイ）
声 - 渡辺明乃
主任通信員。年齢どおりの入学（防衛大学進学者はエリートであり、ほとんどは2-3年飛び級している）である為、他のクルーより年上。寡黙でクールだが感情的になることもある。不良だった自分を引き取って育ててくれた養父を男性としても密かに慕っており、彼が乗っていたキビの護衛艦マイヅルが沈められ、その敵討ちのために王国と戦うことに賛同した。
秋里 ミユリ（あきさと ミユリ）
声 - 浅野真澄
主任観測員。シノンとは親友。天文学が好きで光学観測機器「南十字」（サザンクロス）を使う為にアマテラスに残り、常に星を見ている。潜航艦「アブキール」との戦闘の際には、サザンクロスを駆使して同艦を発見・撃沈することに大きく貢献した。
神崎 キスカ（かんざき キスカ）
声 - 小尾元政
艦長。「エリートが行くから」という理由で防衛大学を選び、首席を取りやすい学科を選ぶことで首席を得ている机上のエリートタイプ。当初は首席合格したシノンを敵視していたが、シノンの成績が振るわなくなると温和に対応するようになった。アマテラスで王国との戦いを発案した一人。事務処理・情報処理能力は極めて高いが、とっさの判断は必ずしも得意とはしない。惑星国家シュウでの一件以来、リオと付き合い始める。リオからは自分が政治家になった時の秘書にしたいと思われている。

### アマテラスクルー・第二艦橋
若菜 サンリ（わかな サンリ）
声 - 能登麻美子
射撃管制員。若菜レアメタルの令嬢で、副艦長の桐生タカイに思いを寄せ、タカイと同じ科目を取ることが多い。また、任官しないで実家に就職するつもりの為、宇宙空間での実技系資格（爆発物取扱免許等）も取得している。父親を経由して、首謀者以外は処罰しないと投降を促すことで艦隊の分裂を狙った王国による心理作戦の際、タカイへの告白を全乗組員および銀河ネットワークで生中継させて頓挫させ、アマテラス乗員が戦闘継続の決意を固めるきっかけにもなった。
神谷 イマリ（かみや イマリ）
声 - 甲斐田裕子
遠距離防御管制。姉御肌。タカイに思いを寄せるサンリの世話を焼く。女性陣で最高身長・最大パワー。
七瀬 ユキノ（ななせ ユキノ）
声 - 新井里美
近距離防御管制。あまり深く考えずに何事にも前向きに捉えている。第二艦橋=イロモノを最も端的に表すキャラクター。
桐生 タカイ（きりゅう タカイ）
声 - 加藤将之
副艦長・射撃管制砲術長。細かいことを気にしないように見えるが、射撃の腕はかなりのもの。サンリからの告白への答えは待ってもらっている状態。

### アマテラスクルー・第三艦橋
摩耶 アキホ（まや アキホ）
声 - 榎本温子
第三艦橋副航宙士。天然ボケキャラ。王国との戦いにも危機感を持っていない様子であったが、後に起こったレンナの死によって、危機感を新たにする事になる。
間宮 リオ（まみや リオ）
声 - 川澄綾子
星間気象観測員。王国との戦闘の発案者の一人。元キビ首相の間宮タツマ（CV:有本欽隆）を叔父に持ち、アマテラスに迎え入れることで亡命政府として王国との戦いを正当化するために尽力する。
三上 シント（みかみ シント）
声 - 坪井智浩
副艦長・第三艦橋航行管制。タカイの親友で、一級航宙士の資格を持つ。
里見 レンナ（さとみ レンナ）
声 - 浅川悠
浮遊物監視員。ほとんど話をしないが、シノンとはメール友達。後にキビ航宙自衛隊のスパイであることが判明する。なお、アニメ版では惑星国家シュウでの内乱から脱出する際に銃撃戦に巻き込まれて死亡した（原作では負傷のみ）。

### アマテラスクルー・その他
荻野 セイ（おぎの セイ）
声 - 清水香里
補給長。日頃から「金儲けが趣味」と公言している。後に孤立無援となったアマテラスに補給物資を調達する為に、あえてアマテラスから退艦し、艦の外からバックアップを行おうとする。
榊原 コウキ（さかきばら コウキ）
声 - 川田紳司
機関長。あだ名は「おやっさん」。シノンに告白して付き合うことになる。
アニメ版では、シノンとの交際開始後、アマテラスが王国特殊部隊の襲撃を受けた際、無謀にもパワーローダーに搭乗して追撃に向かってしまい、コックピットに敵部隊長の放ったグレネードランチャーが直撃して死亡した。
結城 シメイ（ゆうき シメイ）
声 - 入野自由
技術士官。最年少ながら、訓練生ばかりのアマテラス乗員の中で唯一の現職自衛官にして、階級も最高位。人工知能「イソップ」を担当している。謎の多い少年。
篠原 ミナセ（しのはら ミナセ）
声 - 小林ゆう
防衛医大の研修医としてアマテラスに乗艦している唯一の医療スタッフ。船医･外科医としての経験は0なので、乗組員からは治療を受けることを恐れられている（レンナが最初の犠牲者。アニメ版では死亡して、洒落にならないためかこの設定はなし。）。

### スターシップチャンネル2300
ディータ・ミルコフ
声 - 生天目仁美
スターシップチャンネルのレポーターでアマテラスに乗艦し、乗員達の活躍を生中継で報道し続ける。その為、民間人の中では乗員達の過酷な経験や苦悩を最もよく知る人物と言える。かつて、ピーターと交際していた時期がある。
ピーターが、あまりにもアマテラス乗員の生命を軽視し続け、番組の視聴率を優先するためだけに、王国の特殊部隊がアマテラスを襲撃しようとしていたのを故意に黙認した事から、次第に彼に対し強い反感を抱き始める。
ピーター・スパイクス
声 - 志村知幸
スターシップチャンネルのディレクター。自社がアマテラスに多大な資金援助を行う事で、彼らの戦争をエンターテイメントとして利用する。アマテラス乗員の生命・安全よりも自身の企画の成功を優先する利己的かつドライな考え方の持ち主であり、その為ならば、敵側にわざとアマテラスの情報を送る様な番組を企画・放送する等、手段を選ばない。
アニメ版では、最終的にアマテラスのクルー達が王国との戦闘の末に全滅する事をシナリオとしている。アマテラスが王国の特殊部隊に襲撃されるのを知っていながら、企画を面白くする為にわざと黙認していた事で、アマテラスのクルーに犠牲者を出してしまうという間接的な殺人を犯す事になり、我慢の限界を迎えたディータからも反発される。後にテレビ局が地球連合に占拠された際には、アマテラスに協力し地球連合の暴挙を暴露するが、その最中にドアを破壊してなだれ込んできた特殊部隊に射殺される結末を迎えた。

### ヘンリエッタ星域惑星国家同盟（王国）
デュール・エルロイ提督
声 - 松本大
戦闘艦「コンキスタドール」艦長。他の提督が楽観視する中で唯一、アマテラス（香月シノン）の戦略の手ごわさを認識していた人物。
アニメでは、終盤でアマテラスを撃沈寸前まで追い込むが、イザベルからの命令変更によって拿捕する為にアマテラスに降伏勧告をした後に、到着した地球連合艦隊に攻撃されて死亡した。
ハンス・ゲオルグ・ヘルマン
声 - 田中完
惑星国家同盟の報道官。若菜レアメタルの社長を使い、アマテラスのクルー達を内部分裂させようと画策した（結果的には失敗）。その後、最高会議議長の決定により王国軍作戦司令官に昇進し、アマテラスを窮地に追い込む。
アニメでは、イザベルとの権力争いに一旦は後れを取るが、密かに地球連合と結託してイザベルを失脚させるも、その直後に密約を反故にした地球連合の兵士たちに暗殺された。
イザベル・フェリーニ
声 - 大原さやか
アニメ版オリジナルキャラクター。惑星国家同盟の執政官として登場し、最高評議会議長の死後は、最高評議会議長代行としてヘルマンを失脚に追い込み、終盤でアマテラスを地球連合に引き渡す事を条件にヘンリエッタ星域での惑星国家同盟の地位を安泰なものにしようとしていたところを、地球連合と密約を交わしたヘルマンの部下によって、執務室から引きずり出された直後に、銃声が鳴っている。

### その他
佐竹 マサラ
地球の日本に住む20歳の青年。ごく平凡で平和な生活をしていたが、銀河ネットワークの番組を見てアマテラスの存在を知り、熱烈なファンとなる。自分がアマテラスのためにできることを模索し、NGOの一員となりヘンリエッタ星域を訪れる。
原作のプロローグ部分で最初に登場するキャラクターであり、その後もストーリーの節目ごとに登場しているが、アニメ版では登場シーンが省略されている。
ジョセフ・トルーマン
声 - 亀井三郎
アニメ版オリジナルキャラクター。地球連合艦隊司令官。王国側と一度秘密裏に手を結んでから裏切ってコンキスタドールを撃沈し、イザベルをヘルマンに粛清させてからヘルマンをも抹殺。指導者と艦隊を失った王国に代わって地球連合がヘンリエッタ星域を直接支配するため、アマテラス救助を名目にヘンリエッタ星域への艦隊侵攻を開始する。エルロイから全てを聞いたアマテラスの抹殺をも目論むが、アマテラスの最後の抵抗である自爆による衝撃波によって艦隊の半分を損失。更には自軍の行った暴挙もスターシップチャンネルによって暴露される。

## 登場艦船
アマテラス
惑星国家キビの新造護衛艦。訓練航海中にキビが王国に降伏したため、士官候補生たちがこの艦を買い取る形で王国に対し反旗を翻す。基礎デザインはメカニックデザインを担当した山根公利が後に関わった『機動戦士ガンダムSEED』の「アークエンジェル」に流用され、艦体のライン等に影響が見られる。
マイヅル
惑星国家キビの第二護衛艦。物語の初頭にて、王国からの攻撃で撃沈される。
シェンロン
惑星国家シュウの戦闘艦。艦長はウォン。当初アマテラスと共同戦線を張るが、途中で独断にて作戦を変更、シュウ国家を無条件降伏させるとともに、アマテラスの戦線離脱を助けるため、コンキスタドールとリサに単艦で立ち向かい、撃沈される。
工廠艦プレペザ
艦となってはいるが、実質は宇宙砲台。金属質小惑星を抱えており、これを材料として弾丸（実体弾）を生成し、レールガンで射出する。
戦闘艦トラファルガー
ヘンリエッタ惑星国家同盟所属の第21戦闘艦。艦長はジョセフ・マイヤー。艦首方向に口径10mのプラズマキャノンが備えられており、これを利用してアマテラスのプラズマキャノンを相殺しつつアマテラスにレーザー攻撃を行った。
潜航艦アヴキール
ステルス性能に特化した戦闘艦。艦長はリカルド・ファレス提督。レーダーに捕えられることはなかったが、魚雷の全弾発射による閃光の「影」として光学的に観測され、撃沈される。アニメでは同型艦の「アクティウム」が最終決戦に登場。しかしアヴキール戦と同じ電磁シグナルを捕捉され、あっさりと撃沈された。
重装巡航艦コンキスタドール
主砲は4000口径プラズマキャノン1門、副砲は300ペタワット級レーザーキャノン2門。艦長はデュール・エルロイ提督。過去3回の一騎打ちに尽く勝利した歴戦の艦。最終決戦においてアマテラスを追い詰めるも、イザベルからの指示で撃沈の好機を逃し、直後に現れた地球側艦隊の奇襲により集中砲火を受け、撃沈される。
高機動突撃艦リサ
パルスレーザーCIWSを装備した分離型突撃艇を搭載しており、この突撃艇を用いてショートワープを繰り返しながら敵艦に近接攻撃をかける戦法を得意とする。艦長はハルラール・ナジャ提督。予備の装甲板を盾に利用したアマテラスの奇策に敗れる。アマテラス側のコードネームは「ドラゴンフライ」。
装甲砲撃艦レイテ
武装は3800口径プラズマキャノン1門、2000口径プラズマキャノン2門、レーザーキャノン2門。艦長はリー・ユン・スク提督。 アマテラス側のコードネームは「ハンマーヘッド」。
高速突撃艦マリアナ
武装はレーザーキャノン4門。艦長はルイス・ベルモント提督。アマテラス側のコードネームは「ヘッジホッグ」。
偵察艦レバント
最終決戦に参加し、リボルバーの直撃を受け航行不能となる。艦長はティエト・ランガー提督。

## 既刊一覧

### 小説
- 水野良（著）・内藤隆（イラスト）・山根公利（メカニックデザイン） 『スターシップ・オペレーターズ』 メディアワークス〈電撃文庫〉、全6巻
  1. 2001年3月25日初版発行（3月10日発売[4]）、ISBN 4-8402-1762-9
  2. 2001年11月25日初版発行（11月10日発売[5]）、ISBN 4-8402-1976-1
  3. 2002年6月25日初版発行（6月10日発売[6]）、ISBN 4-8402-2113-8
  4. 2003年6月25日初版発行（6月10日発売[7]）、ISBN 4-8402-2255-X
  5. 2004年11月25日初版発行（11月10日発売[8]）、ISBN 4-8402-2662-8
  6. 2005年5月25日初版発行（5月10日発売[9]）、ISBN 4-8402-3049-8

### 漫画
- 水野良（原作）・内藤隆（作画） 『スターシップ・オペレーターズ』 メディアワークス〈電撃コミックス〉、全2巻
  1. 2004年12月16日発売[10]、ISBN 4-8402-2922-8
  2. 2005年6月27日発売[11]、ISBN 4-8402-3102-8

## テレビアニメ
2005年1月5日から3月30日まで、テレビ東京系列でテレビアニメ化された。角川グループホールディングス創立60周年記念作品。

### スタッフ
- 原作 - 水野良（電撃文庫（メディアワークス刊）） [3]
- イラスト - 内藤隆（連載：『月刊コミック電撃大王』）[3]
- 監督・絵コンテ - 渡部高志[3]
- シリーズ構成・脚本 - 富沢義彦[3]
- SFコーディネーター - タカノシンゴ[3]
- キャラクターデザイン - 松本文男[3]
- メカニックデザイン - 山根公利[3]
- 美術監督 - 谷村心一[3]
- 撮影監督 - 塩田潤[3]、福世晋吾[3]
- 色彩設計 - 伊藤由紀子[3]
- 編集 - 西山茂[3]
- 音楽 - 川井憲次[3]
- 音響監督 - なかのとおる[3]
- 制作プロデューサー - 松倉友二[3]
- プロデューサー - 紅谷佳和[3]→梅崎陽、池田慎一[3]
- ゼネラルプロデューサー - 川瀬浩平[3]、有永真仁[3]
- アニメーション制作 - J.C.STAFF [3]
- 製作 - テレビ東京、読売広告社、SSO Project

### 主題歌
オープニングテーマ『radiance』
作詞 - KOTOKO、川田まみ / 作曲・編曲 - 中沢伴行 / 歌 - 川田まみ
エンディングテーマ『地に還る 〜on the Earth〜』
作詞・作曲・歌 - KOTOKO / 編曲 - 嶋田陽一（SORMA　NO.1）

### 各話リスト
| 話数  | サブタイトル                 | 演出              | 作画監督                                         | 総作画監督        | 放送日        |
| ----- | ---------------------------- | ----------------- | ------------------------------------------------ | ----------------- | ------------- |
| SE:01 | カウント・ダウン             | 浅見松雄          | 和田崇                                           | 和田崇 田中基樹   | 2005年 1月5日 |
| SE:02 | トラファルガー・クライシス   | 清水一伸          | 岡野幸男                                         | 和田崇 田中基樹   | 1月12日       |
| SE:03 | コール・フロム・ホーム       | ながはまのりひこ  | 和田崇、谷川政輝 福島喜晴、沖田篤志              | 和田崇 田中基樹   | 1月19日       |
| SE:04 | ファイナル・アンサー         | 上田繁            | 徳永奈緒、谷川政輝 尾崎正幸、川上暢彦            | 和田崇 田中基樹   | 1月26日       |
| SE:05 | グレート・エスケープ 前編    | 雄谷将仁 高島大輔 | 岡野幸男 福島喜晴                                | 和田崇 田中基樹   | 2月2日        |
| SE:06 | グレート・エスケープ 後編    | 浅見松雄          | 沖田篤志、尾崎正幸                               | 和田崇 田中基樹   | 2月9日        |
| SE:07 | スターダスト・メモリー 前編  | 清水一伸          | 谷川政輝、福島喜晴                               | 和田崇 田中基樹   | 2月16日       |
| SE:08 | スターダスト・メモリー 後編  | てらまちゆき      | 川上暢彦、松本好弘                               | 和田崇 田中基樹   | 2月23日       |
| SE:09 | ターニング・ポイント         | 上田繁            | 松本文男、尾崎正幸                               | 松本文男 田中基樹 | 3月2日        |
| SE:10 | サドン・デス                 | ながはまのりひこ  | 谷川政輝、沖田篤志                               | 松本文男 田中基樹 | 3月9日        |
| SE:11 | リターン・マッチ             | 清水一伸          | 田村正文、岡野幸男                               | 松本文男 田中基樹 | 3月16日       |
| SE:12 | ウォー・クライ               | 雄谷将仁          | 川上暢彦、尾崎正幸 福島喜晴                      | 松本文男 田中基樹 | 3月23日       |
| SE:13 | モーメント・オブ・トゥルース | 浅見松雄          | 谷川政輝、沖田篤志 岡野幸男、アベエミコ 尾崎正幸 | 松本文男 田中基樹 | 3月30日       |

### DVD
| 巻 | 発売日        | 規格品番  |
| -- | ------------- | --------- |
| 1  | 2005年3月25日 | GNBA-1131 |
| 2  | 2005年4月22日 | GNBA-1132 |
| 3  | 2005年5月25日 | GNBA-1133 |
| 4  | 2005年6月24日 | GNBA-1134 |
| 5  | 2005年7月22日 | GNBA-1135 |
| 6  | 2005年8月24日 | GNBA-1136 |
| 7  | 2005年9月22日 | GNBA-1137 |

## ラジオ
2005年1月13日から3月31日にかけて、『GENEON Presents 週刊アニメプレス 〜スターシップチャンネル〜』を放送。